# Tractatus de urbe Brandenburg
Der Tractatus de urbe Brandenburg (deutsch Traktat über die Burg Brandenburg) ist eine kurze Chronik über die Herrschaft in der Burg Brandenburg im 12. Jahrhundert. Sie ist in zwei Handschriften überliefert.

## Handschriften
Der Tractatus ist in zwei Handschriften überliefert, die unterschiedlich lang sind.
- Weimarer Fassung, etwa 1450/75, im Hauptstaatsarchiv Weimar, kürzere Fassung, Text von wahrscheinlich nach 1230[1].
- Magdeburger Fassung, etwa 1550, im Landesarchiv Sachsen-Anhalt in Magdeburg, enthält eine erweiterte Fassung, die um 1260/70 ergänzt worden sein könnte.

## Inhalt
Vermutete Originalfassung
Die Altphilologin Christina Meckelnborg hat 2015 eine mögliche Originalfassung rekonstruiert, indem sie aus der Weimarer Fassung einige Textpassagen herausgelöst hat, die nach sprachlichen oder inhaltlichen Kriterien sich vom übrigen Text unterschieden. Ob ein solcher älterer (ursprünglicherer) Text noch weitere Teile enthielt, die in den Handschriften nicht enthalten sind, kann nicht festgestellt werden.
Diese mögliche Originalfassung beschreibt kurz die Herrschaft des Hevellerfürsten Pribislaw, mit Taufnamen Heinrich, und dessen Frau Petrissa in der Burg Brandenburg, deren angebliches Erbversprechen an Albrecht den Bären, die Übernahme der Burg nach Pribislaws Tod, die Eroberung der Burg durch den polnischen Fürsten Jaczo und die Rückeroberung durch Albrecht und weitere Fürsten.
Weimarer Fassung
Diese älteste erhaltene Textfassung enthält dazu noch einige Passagen, die die Rolle des Prämonstratenserstifts St. Gotthard in Brandenburg und des aus ihm entstanden Domkapitels beschreibt.
Magdeburger Fassung
Die längere Handschrift enthält weitere Ergänzungen, die das Prämonstratenserstift St. Marien in Leitzkau erwähnen, und dessen Rolle als Mutterkloster des Domkapitels betonen.

## Autor
Der Autor des Traktats ist wahrscheinlich unbekannt.
Die ältere Weimarer Fassung nennt keinen Autor. Die spätere Magdeburger Fassung nennt einen Henricus dictus de Antwerpe (Heinrich, genannt von Antwerpen). Dieser wird mit dem Prior Heinrich im Domstift Brandenburg gleichgesetzt, der zwischen 1216/17 und 1227 in Urkunden als Zeuge erwähnt wurde. Ob und in welchem Maß dieser Heinrich an der Verfassung des Traktats beteiligt war, kann nicht mehr festgestellt werden. Christina Meckelnborg hält ihn für eine Erfindung.

## Bewertung
Alle Fassungen sind von Interessen geleitet. Die erste mögliche Originalfassung soll die Machtübernahme von Albrecht dem Bären in der Burg Brandenburg in den Jahren 1150 und 1157 legitimieren. Dieser hatte keine realen Erbansprüche auf die Burg, im Gegensatz zu Jaczo, der ein Onkel Pribislaws war. Deshalb wurde ein Erbversprechen behauptet, das in diesem Volk üblich gewesen sein soll.
Die erweiterte Weimarer Fassung soll die Ansprüche des Brandenburger Domkapitels auf Teile der Burg Brandenburg betonen, möglicherweise im Zusammenhang mit dem Brandenburger Zehntstreit in den 1230er Jahren um Rechte und Einnahmen.
Die noch umfangreichere Magdeburger Fassung stellt die Bedeutung des Leirkauer Prämonstratenserstifts St. Marien als Mutterkloster des Domkapitels heraus, möglicherweise im Zusammenhang mit dessen Ansprüchen auf die Beibehaltung der Mitbeteiligung an der Wahl des Brandenburger Bischofs in den 1260er Jahren.

## Textausgaben
- Alle drei Fassungen sind in lateinischer Sprache und deutscher Übersetzung abgedruckt bei

Christina Meckelnborg: Tractatus de urbe Brandenburg. Das älteste Zeugnis brandenburgischer Geschichtsschreibung. Textanalyse und Edition. (= Schriften der Landesgeschichtlichen Vereinigung für die Mark Brandenburg, Neue Folge, Band 7). Lukas Verlag, Berlin 2015, ISBN 978-3-86732-215-7 (eingeschränkte Vorschau in der Google-Buchsuche).

### Rezensionen
- Dietrich Kurze. In: Jahrbuch für Berlin-Brandenburgische Kirchengeschichte. Band 70, 2015, S. 328–330.
- Jerzy Strzelczyk. In: Roczniki historyczne, 81, 2015, S. 233–234.
- Enno Bünz. In: Neues Archiv für sächsische Geschichte, Band 87, 2016, S. 306–307.